# Шатохин, Афанасий Ильич
Афанасий Ильич Шатохин (1925—1989) — стрелок 136-го гвардейского стрелкового полка (42-я гвардейская стрелковая дивизия, 40-я армия, 2-й Украинский фронт), гвардии красноармеец, Герой Советского Союза.

## Биография
Родился 20 февраля 1925 года в селе Зорино ныне Обоянского района Курской области в крестьянской семье. По национальности русский.
Окончил 7 классов. Работал в колхозе.
В Красной Армии с марта 1943 года. С этого же времени — в действующей армии.
Стрелок 136-го гвардейского стрелкового полка гвардии красноармеец Афанасий Шатохин с группой бойцов в числе первых 6 марта 1944 года форсировал реку Горный Тикич в районе села Антоновка (ныне в черте пгт Буки Маньковского района Черкасской области Украины). Закрепился на рубеже и участвовал в отражении многочисленных контратак противника. Был ранен, но не покинул поля боя.
Звание Героя Советского Союза присвоено 13 сентября 1944 года.
После войны демобилизован. Жил в городе Павловский Посад. Работал плотником на камвольном комбинате.
Умер в 1989 году, похоронен в Павловском Посаде на городском Центральном кладбище.

## Награды
- Медаль «Золотая Звезда» Героя Советского Союза (№ 7224)[2];
- орден Ленина;
- орден Отечественной войны I степени;
- медали.

## Память
- Мемориальная доска на камвольном комбинате.
- Памятная доска на здании средней школы села Зорино Обоянского района Курской области.
- В МБОУ «Зоринская СОШ» имеется пионерская организация имени героя Советского Союза — Шатохина Афанасия Ильича[3].